# Olympische Sommerspiele 1984/Teilnehmer (Irak)
| Gelbes Symbol für Goldmedaillen mit stilisierten Olympischen Ringen | Graues Symbol für Silbermedaillen mit stilisierten Olympischen Ringen | Braundes Symbol für Bronzemedaillen mit stilisierten Olympischen Ringen |
| ------------------------------------------------------------------- | --------------------------------------------------------------------- | ----------------------------------------------------------------------- |
| —                                                                   | —                                                                     | —                                                                       |

Der Irak nahm an den Olympischen Sommerspielen 1984 in Los Angeles, USA, mit einer Delegation von 23 Sportlern (allesamt Männer) teil.

## Teilnehmer nach Sportarten

### Boxen
- Abbas Zeghayer
Halbfliegengewicht: 17. Platz

- Samir Khenyab
Leichtgewicht: 17. Platz

- Ismail Salman
Halbschwergewicht: 9. Platz

### Fußball
- Herrenmannschaft
13. Platz

- Kader
Adnan Dirjal
Ali Hussein
Emad Jassim
Husam Nima Nasser
Hussain Said
Kadhum Mutashar
Karim Saddam
Karim Allawi
Khalil Allawi
Mohammed Fadel
Natik Hashim
Raheem Hamid
Raad Hammoudi
Sadik Musa
Wameedh Munir

### Gewichtheben
- Mohammed Yaseen Mohammed
Mittelgewicht: 6. Platz

- Mohammed Taher Mohammed
Mittelschwergewicht: 17. Platz

### Ringen
- Ali Hussain Faris
Weltergewicht, griechisch-römisch: Gruppenphase
Weltergewicht, Freistil: Gruppenphase

- Abdul Breesam Rahman
Leichtschwergewicht, griechisch-römisch: Gruppenphase
Leichtschwergewicht, Freistil: Gruppenphase

- Marwan Suhail Aboud
Bantamgewicht, Freistil: Gruppenphase